# Gesellschaft Schweizerischer Maler und Bildhauer

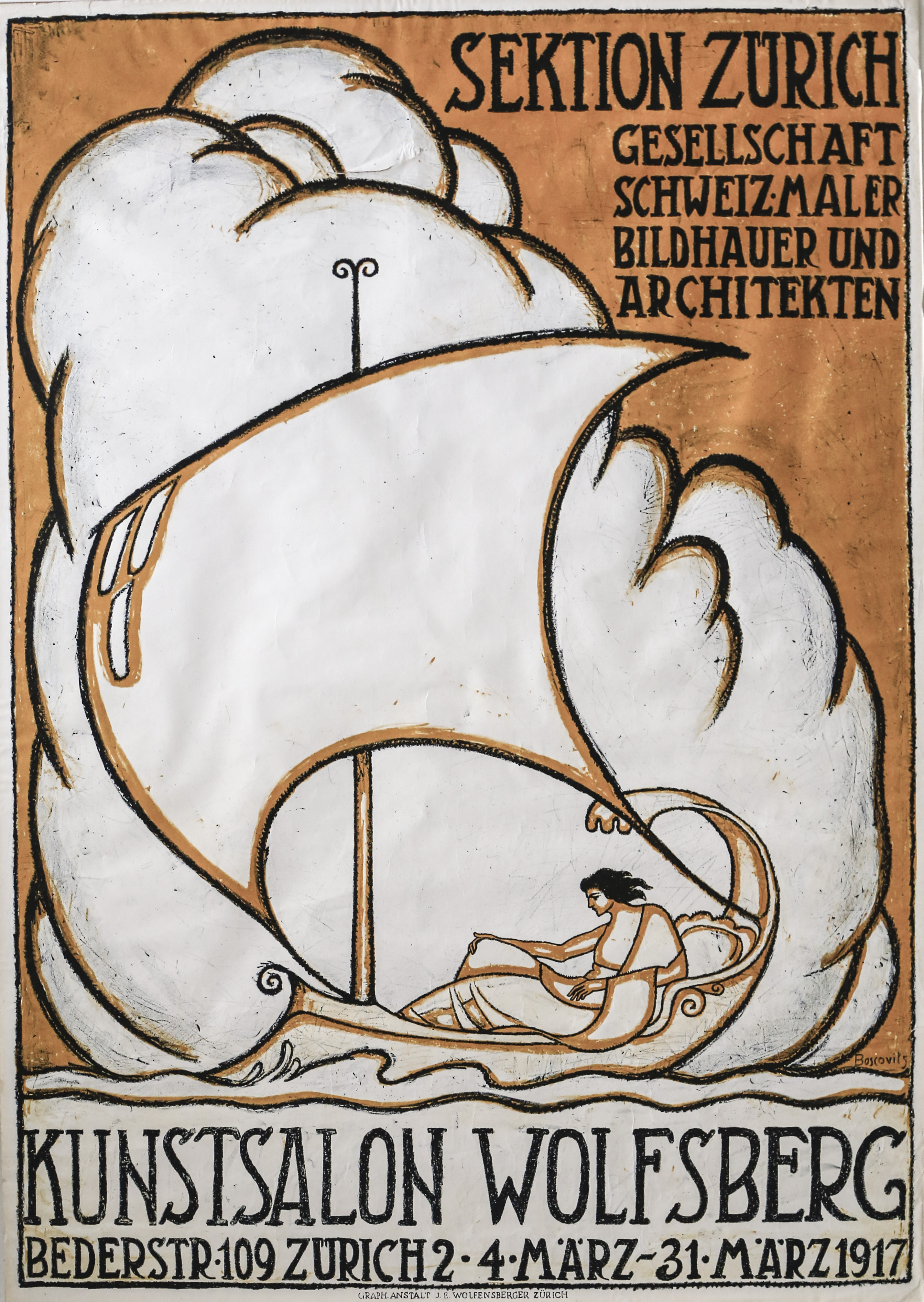
Ausstellungsplakat der Zürcher Sektion der Gesellschaft von Fritz Boscovits, 1917

Ausstellungsplakat der Basler Sektion der Gesellschaft von Hermann Scherer, 1926

Die Gesellschaft Schweizerischer Maler und Bildhauer (GSMB), oder Société des peintres et sculpteurs suisses (SPSS) wurde am 1. Mai 1866 in Genf mit den Zielen gegründet, sich für die Interessen der ausübenden Künstler einzusetzen, Ausstellungen zu organisieren sowie Einfluss auf die Schweizer Kunstpolitik auszuüben. Durch die Aufnahme von Architekten ab 1906 wird der Name der Gesellschaft sinngemäss in GSMBA (Gesellschaft Schweizerischer Maler, Bildhauer und Architekten) geändert. Die GSMBA ist in Sektionen gegliedert, die über eine gewisse Autonomie verfügen. Zentralpräsident der GSMBA war zwischen 1912 und seinem Tod 1918 der Maler Ferdinand Hodler.
Nach langjährigen Versuchen und Anläufen wurde 1914 die «Unterstützungskasse für schweizerische bildende Künstler» gegründet.
Da sich die GSMBA bis 1972 weigerte, Künstlerinnen als Aktivmitglieder aufzunehmen, entstand 1907 die Gesellschaft Schweizerischer Malerinnen, Bildhauerinnen und Kunstgewerblerinnen GSMBK.
Nach mehrjährigen Verhandlungen wurde der «Berufsverband visuelle Kunst» (visarte) im Jahr 2001 als Nachfolgeorganisation ins Leben gerufen, der mit zeitgemässen Strukturen und Statuten die Interessen der visuell arbeitenden Künstler auf politischer und gesellschaftlicher Ebene vertritt.

## Mitglieder der ehemaligen GSMBA (Auswahl)
- Cuno Amiet
- August Babberger
- Wilhelm Balmer, Zentral-Präsident
- Max Böhlen
- Max Buri
- Alois Carigiet
- August Cueni
- Hans Emmenegger, Präsident der Sektion Luzern
- Rudolf Fontana, 1972 bis 1979 Präsident der Sektion Graubünden
- Walter Maria Förderer
- Paul Freiburghaus
- Marguerite Frey-Surbek
- Giovanni Giacometti
- Paul Gmünder
- Ferdinand Hodler, Zentral-Präsident 1912 bis zu seinem Tod 1918
- Hermann Huber
- Knud Jacobsen
- Carl August Liner, Zentral-Präsident 1928 bis 1931
- Ernst Morgenthaler
- Max von Mühlenen
- Marcel Perincioli, Zentral-Präsident 1961 bis 1966
- Alexandre Perrier, ab 1917 Präsident der Sektion Genf
- Clara Porges
- Jakob Probst
- Sigismund Righini, Zentral-Präsident ab 1921
- Jacques Schedler
- Fred Stauffer
- Victor Surbek, Präsident der Sektion Bern
- Roman Tschabold